# Ігл (Мічиган)
Ігл (англ. Eagle) — селище (англ. village) в США, в окрузі Клінтон штату Мічиган. Населення — 122 особи (2020).

## Географія
Ігл розташований за координатами 42°48′34″ пн. ш. 84°47′26″ зх. д. / 42.80944° пн. ш. 84.79056° зх. д. (42.809520, -84.790681).  За даними Бюро перепису населення США в 2010 році селище мало площу 0,31 км², уся площа — суходіл.

## Демографія
Згідно з переписом 2010 року, у селищі мешкали 123 особи в 48 домогосподарствах у складі 34 родин. Густота населення становила 396 осіб/км².  Було 50 помешкань (161/км²).
Расовий склад населення:
| - 99,2 % — білих |

До двох чи більше рас належало 0,0 %. Частка іспаномовних становила 0,8 % від усіх жителів.
За віковим діапазоном населення розподілялося таким чином: 23,6 % — особи молодші 18 років, 62,6 % — особи у віці 18—64 років, 13,8 % — особи у віці 65 років та старші. Медіана віку мешканця становила 40,8 року. На 100 осіб жіночої статі у селищі припадало 89,2 чоловіків;  на 100 жінок у віці від 18 років та старших — 88,0 чоловіків також старших 18 років.
Середній дохід на одне домашнє господарство  становив 63 230 доларів США (медіана — 58 438), а середній дохід на одну сім'ю — 72 933 долари (медіана — 60 313). Медіана доходів становила 42 750 доларів для чоловіків та 36 875 доларів для жінок. 
Цивільне працевлаштоване населення становило 59 осіб. Основні галузі зайнятості: освіта, охорона здоров'я та соціальна допомога — 22,0 %, будівництво — 20,3 %, роздрібна торгівля — 18,6 %.